# Nostrokonto
Ein Nostrokonto (von italienisch nostro, „unser“) ist im Bankwesen ein Bankkonto, das von einer in- oder ausländischen Korrespondenzbank als Kontoführer für ein anderes Kreditinstitut als Kontoinhaber geführt wird. Aus Sicht der kontoführenden Korrespondenzbank handelt es sich um ein Lorokonto (italienisch loro, „deren“).  

## Allgemeines
Zu den Grundbegriffen der Buchhaltung gehört die rechtliche Unterscheidung der Kontokorrentkonten in sogenannte Loro- und Nostrokonten. Bereits in einem 1904 erschienenen Buchhaltungs-Lexikon tauchten die Begriffe Loro- und Nostrokonto auf. Unterscheidungsmerkmal ist hierbei, wer die kontoführende Stelle ist, also wer den Kontoauszug erstellt und wer die Saldoanerkenntnis ausstellt. Kreditinstitute unterhalten auch untereinander bilaterale Bankverbindungen (etwa im Interbankenhandel oder internationalen Zahlungsverkehr), die auf einem Girovertrag beruhen. Das kontoführende Institut führt das Bankkonto als Lorokonto, das aus der Sicht des Kontoinhabers ein Nostrokonto darstellt. Typischer Fall sind als Kontoführer fungierende Clearinghäuser, die für ihre Clearingmitglieder Lorokonten führen.

## Kontoführung
Für die Unterscheidung von Nostro- und Lorokonten kommt es also auf die Kontoführung an. Ein Konto führt die Bank, die es in ihren eigenen Büchern eröffnet, über das sie selbst Gutschriften und Lastschriften verbucht und Kontoauszüge versendet. Aus ihrer Sicht handelt es sich um ein Lorokonto. Die andere Bank, die dieses Konto für sich führen lässt, verbucht spiegelbildlich synchron im Rahmen der so genannten Nostrokontrolle über ein Nostrokonto, das als „Schattenkonto“ (Skontro) kontrollieren soll, ob die Buchungen und Salden auf dem Lorokonto aus eigener Sicht nachvollziehbar sind. Häufig werden im Auslandszahlungsverkehr Fremdwährungskonten als Lorokonto geführt.
Die Buchungen und Salden sind dabei auf dem Loro- und Nostrokonto gegensätzlich. Weist das Lorokonto einen debitorischen Saldo aus, besteht korrespondierend beim Nostrokonto ein kreditorischer Saldo und umgekehrt. Ein debitorisches Nostrokonto bedeutet, dass das entsprechende Lorokonto einen Habensaldo ausweist. Entsprechend liegt beim kreditorischen Nostrokonto ein Sollsaldo auf dem Lorokonto vor.

## Bedeutung
Nostro- und Lorokonten werden üblicherweise zur Abwicklung von Verrechnungsbuchungen im Zahlungsverkehr oder zur kurzfristigen Geldanlage im Interbankengeschäft verwendet. Sie kommen ausschließlich im bilateralen Interbankenhandel und bilateralen Auslandszahlungsverkehr der Kreditinstitute untereinander vor und werden zunehmend durch multilaterale zentralisierte Verrechnungssysteme wie TARGET2, EBA CLEARING, Continuous Linked Settlement oder Zentraler Kontrahent abgelöst.

## International
In der Schweiz sowie in Luxemburg werden Lorokonten auch Vostrokonten (von italienisch vostro: „euer, Ihr“) genannt.